# Depravación total

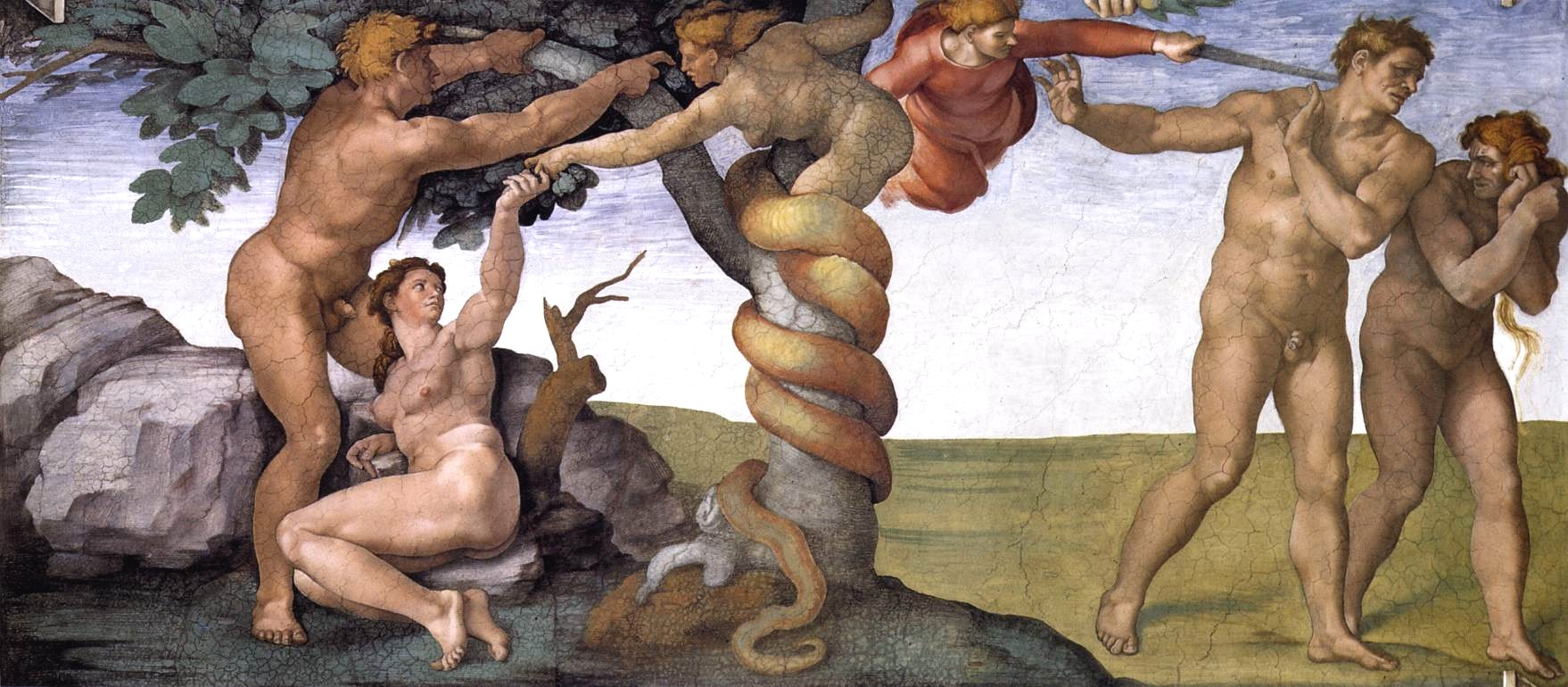
Un fresco de la Capilla Sixtina representa la expulsión de Adán y Eva del jardín del Edén por su pecado de comer del fruto del árbol del conocimiento del bien y del mal.

La depravación total (también llamada corrupción radical o depravación generalizada) es una doctrina teológica cristiana derivada del concepto del pecado original. Enseña que, como consecuencia de la caída del hombre, toda persona nacida en el mundo está esclavizada al servicio del pecado como resultado de su naturaleza caída y aparte de la gracia eficaz o preveniente de Dios, es completamente incapaz de elegir por sí misma si seguir a Dios, abstenerse del mal o aceptar el regalo de la salvación tal como se ofrece.
La doctrina es defendida en varios grados por muchas denominaciones protestantes, incluidos algunos sínodos luteranos y todas las iglesias calvinistas. Denominaciones arminianas, como los metodistas, creen y enseñan la depravación total, pero con distintas diferencias, la más importante de las cuales es la distinción entre la gracia irresistible y la gracia preveniente.

## Historia
En oposición a Pelagio, quien creía que después de la Caída las personas pueden elegir no pecar, Agustín de Hipona argumentó que, desde la Caída, toda la humanidad está en una esclavitud autoimpuesta al pecado. Todas las personas están inevitablemente predispuestas al mal antes de tomar una decisión real y son incapaces de abstenerse de pecar. El libre albedrío no se quita en el sentido de la capacidad de elegir entre alternativas, pero las personas son incapaces de tomar estas decisiones en servicio a Dios en lugar de a sí mismas. Tomás de Aquino también enseñó que las personas no pueden evitar el pecado después de la Caída, y que esto implicaba una pérdida de la rectitud original o impecabilidad, así como concupiscencia o deseo egoísta. Juan Duns Scoto , sin embargo, modificó esta interpretación y solo creía que el pecado implicaba una falta de justicia original. Durante la Reforma Protestante, los reformadores tomaron la posición de Juan Duns Scoto como la posición católica y argumentaron que hacía del pecado solo un defecto o privación de la justicia en lugar de una inclinación hacia el mal. Martín Lutero, Juan Calvino y otros reformadores usaron el término "depravación total" para articular lo que decían ser la visión agustiniana de que el pecado corrompe la naturaleza humana entera. Sin embargo, esto no significó la pérdida de la imago Dei (imagen de Dios). El único teólogo que argumentó que La misma imago Dei (imagen de Dios) fue quitada y que la sustancia misma de la humanidad caída era el pecado fue Flacio Illirico y esta opinión fue repudiada en la Fórmula de la Concordia.
Juan Calvino usó términos como "depravación total" para significar que, a pesar de la capacidad de las personas para defender exteriormente la ley, permanecía una distorsión interior que hace que todas las acciones humanas sean desagradables para Dios, sean o no buenas o malas exteriormente. Incluso después de la regeneración, toda acción humana se mezcla con el mal. Los teólogos calvinistas posteriores estuvieron de acuerdo en esto, pero el lenguaje de los Cánones de Dort , así como los teólogos reformados del siglo XVII que lo siguieron, no repitieron el lenguaje de la "depravación total", y podría decirse que ofrecen una visión más moderada sobre el estado de la humanidad caída que Juan Calvino.

### En el arminianismo
El arminianismo también acepta una doctrina de depravación total, aunque no idéntica a la posición calvinista. La depravación total fue afirmada por Los cinco artículos del arminianismo, por el propio Jacobo Arminio y por John Wesley, quien se identificó fuertemente con Jacobo Arminio a través de la publicación de su periódico The Arminian y también defendió una fuerte doctrina de la incapacidad. La Revista Trimestral Metodista afirma que.
Opinamos que no se sabe lo suficiente que los metodistas —los genuinos arminianos del presente— no están del todo de acuerdo con esta visión de la depravación. A lo que se ha dicho, como la visión calvinista de la depravación total de nuestra naturaleza, asentimos de todo corazón, con las siguientes excepciones: —Primero. No creemos que todos los hombres continúen totalmente depravados hasta su regeneración . En segundo lugar. Creemos que el hombre, bajo la expiación, no está propiamente hablando en un estado de naturaleza. No se deja a los males sin remedio de la depravación total. La expiación no sólo ha asegurado la gracia para él, sino una medida de él, en virtud de lo cual no sólo tiene luz moral, sino que a menudo es incitado a los buenos deseos y los esfuerzos bien intencionados para hacer lo que se percibe como la voluntad divina.
Algunos teólogos reformados han utilizado erróneamente el término "arminianismo" para incluir a algunos que sostienen la doctrina semipelagiana de depravación limitada, que permite una "isla de justicia" en los corazones humanos que no está corrompida por el pecado y que puede aceptar la oferta de salvación de Dios sin un dispensación especial de gracia. Aunque Jacobo Arminio yJohn Wesley rechazaron vehementemente este punto de vista, a veces se ha agrupado incorrectamente junto con el suyo (particularmente por los calvinistas) debido a otras similitudes entre sus respectivos sistemas, como la elección condicional, la expiación ilimitada y la gracia previniente. En particular, algunos consideran que la gracia preveniente les devuelve a los humanos la libertad de seguir a Dios de una forma u otra.

## Teología
El término "depravación total", como se entiende en inglés coloquial, oscurece las cuestiones teológicas involucradas. Uno no puede simplemente mirar las dos palabras y conjeturar sobre el alcance de la depravación de la humanidad. Por ejemplo, los teólogos reformados y luteranos nunca han considerado a los humanos ausentes de bondad o incapaces de hacer el bien exteriormente como resultado de la caída. La gente conserva la imago Dei, aunque ha sido distorsionada.
La depravación total es el estado caído de los seres humanos como resultado del pecado original. La doctrina de la depravación total afirma que las personas, como resultado de la caída, no están inclinadas o ni siquiera pueden amar a Dios completamente con el corazón, la mente y las fuerzas, sino que están inclinadas por naturaleza a servir su propia voluntad y deseos y rechazar su voluntad. regla. Incluso la religión y la filantropía son malas para Dios porque se originan en un deseo humano egoísta y no se hacen para la gloria de Dios. Por lo tanto, en la teólogia reformada, si Dios ha de salvar a alguien, debe predestinar, llamar o elegir a las personas para la salvación, ya que el hombre caído no quiere, y de hecho es incapaz de elegirlo. Sin embargo, en la teología arminiana la gracia preveniente (o "gracia habilitadora") llega a través de la depravación total para permitir que las personas respondan a la salvación ofrecida por Dios en Jesucristo.
La depravación total no significa que las personas hayan perdido parte de su humanidad o que estén ontológicamente deterioradas. Así como Adán y Eva fueron creados con la habilidad de no pecar, las personas retienen esa habilidad esencial de pecar o no pecar, aunque algunas propiedades de su humanidad estén corrompidas. Tampoco significa que la gente sea lo más malvada posible. Más bien, significa que incluso el bien que una persona puede pretender es defectuoso en su premisa, falso en su motivo y débil en su implementación; y no hay un mero refinamiento de las capacidades naturales que pueda corregir esta condición. Así, incluso los actos de generosidad y altruismo son de hecho actos egoístas disfrazados. Todo el bien, en consecuencia, se deriva solo de Dios y de ninguna manera a través de la humanidad.
El alcance total del pecado enseñado con la doctrina de la depravación total resalta la extrema necesidad de Dios de las personas. Ninguna parte de la persona no necesita la gracia, y todas las personas necesitan la gracia, sin importar cuán piadosas sean en apariencia.
Es importante comprender el alcance de la "depravación total" de la humanidad para comprender el debate calvinista-arminiano. Como se señaló, ambos puntos de vista abrazan la depravación total; se trata de la acción que creen que Dios debe realizar para alcanzar a la humanidad en su estado caído y depravado. ¿Puede Dios conceder a la humanidad la gracia de responder a su oferta de salvación, para que todos crean (como enseñó Jacobo Arminio)? ¿O debe la gracia de Dios ser irresistible para alcanzar a la humanidad (como enseñó Juan Calvino), de modo que sea imposible que alguien sea salvo a menos que Dios primero les extienda Su gracia irresistible? Dicho de esta manera, no hay una diferencia sustancial en la depravación total tal como la abrazaron los calvinistas y los arminianos; ambos coinciden en que la humanidad se encuentra en un estado de depravación que les impide responder a Dios. Más bien, los dos grupos tienen una creencia diferente en la gracia que Dios extendió a la humanidad en respuesta a la depravación total. Juan Calvino enseñó Gracia irresistible; Jacobo Arminio enseñó la Gracia Preveniente.

## Perspectivas católica y ortodoxa
La Iglesia católica sostiene que el hombre no puede "ser justificado ante Dios por sus propias obras, sin la gracia de Dios por medio de Jesucristo", rechazando así el pelagianismo de acuerdo con los escritos de Agustín y el Segundo Concilio de Orange (529). Sin embargo, incluso los católicos estrictamente agustinos están en desacuerdo con la doctrina protestante de la depravación total. Refiriéndose a las Escrituras y los Padres de la Iglesia, catolicismo ve el libre albedrío humano como derivado de la imagen de Dios porque los humanos fueron creados a imagen de Dios. De acuerdo al Concilio de Trento, en su sexta sesión (enero de 1547), condenó como herejía cualquier doctrina que afirmara "desde el pecado de Adán, el libre albedrío del hombre se pierde y se extingue".
La Iglesia Ortodoxa abraza la posición "semi-agustiniana" de Juan Casiano y también defiende a Agustín de Hipona en relación con esta doctrina. Seraphim Rose, por ejemplo, sostiene que Agustín de Hipona nunca negó el libre albedrío de todo ser humano, lo que nunca enseñó la depravación total. El arzobispo Chrysostomos II de Cyprus también ha afirmado que la enseñanza de Agustín de Hipona podría haber sido utilizada y distorsionada en el cristianismo occidental para producir una teologización innovadora, y no es culpa de Agustín de Hipona.